# Terre et Cendres (film)
Pour plus de détails, voir Fiche technique et Distribution.
Terre et Cendres (خاکستر و خاک, Khakestar-o-khak) est un  film franco-afghan adapté du roman homonyme réalisé par Atiq Rahimi, sorti en 2004.

## Propos
Pendant l'une des guerres, elles durent depuis 1979 date de l'intervention des Russes (URSS) pour les plus récentes, un grand-père et son petit-fils, un bambin devenu sourd à la suite d'un bombardement, cheminent vers le père de ce dernier qui travaille dans une mine. Une véritable odyssée, entre présent, passé et avenir.

## Fiche technique
- Titre français : Terre et Cendres
- Titre original : خاکستر و خاک (Khakestar-o-khak)
- Réalisation : Atiq Rahimi
- Scénario  : Kambuzia Partovi et Atiq Rahimi, d'après le roman homonyme d'Atiq Rahimi
- Direction artistique : Jean-Luc Le Floch
- Costumes : Atiq Rahimi
- Montage : Urszula Lesiak
- Musique : Khaled Arman et Francesco Russo
- Photographie : Eric Guichard
- Sociétés de production : Afghan Film, Les Films du Lendemain, France 3 Cinéma
- Genre : drame
- Durée : 102 minutes
- Dates de sortie  : 
  - France : 13 mai 2004 (Festival de Cannes) ; 5 janvier 2005 (sortie nationale)
  - Canada 12 septembre 2004 (Festival de Toronto)
  - Belgique : 31 mai 2006

## Distribution
- Abdul Ghani : Dastaguir
- Jawan Mard Homayoun : Yassin
- Walli Tallosh : Mirza Qadir
- Chahverdi Guilda : Zaynab

## Distinctions
- 2004 : Festival de Cannes : prix Regard vers l'avenir[1].
- 2004 : Festival international des jeunes réalisateurs de Saint-Jean-de-Luz : Chistera du meilleur film[2]